# Jerome Sorcsek
Jerome Sorcsek (Lebanon (Pennsylvania), 22 september 1949) is een Amerikaans componist.

## Levensloop
Sorcsek studeerde aan de Universiteit van Miami in Coral Gables onder andere bij James Clifton Williams. Later vertrok hij naar Californië, waar hij in Los Angeles als freelance componist werkzaam is. Bekend zijn meerdere werken voor harmonieorkest van hem, zo schreef hij onder andere de Dance Etudes voor het Uster Musik-Festival in 1981.

## Composities

### Werken voor harmonieorkest
- 1978 Variations for Band (won de William D. Revelli Composition Contest)
- 1981 Dance Etudes
- 1985 Crucible Variations
- Concerto, voor fagot en harmonieorkest
- Portrait of Faustus
- Symphony Nr. 1, voor harmonieorkest
- Symphony Nr. 2, voor harmonieorkest
- The Four diamonds march

### Kamermuziek
- Little Symphony for Horns, voor vijf hoorns